# 清水規矩
清水規矩（1890年2月10日—1968年1月19日）、日本陸軍軍人。最終階級陸軍中将。

## 经歴
福井县出身。小学教員・清水武兵衛三子。武生中学校、名古屋陸軍地方幼年学校、中央幼年学校就读、1911年5月、陸軍士官学校（23期）毕業。同年12月任步兵少尉（歩兵第36連隊）。1918年11月、日本陸軍大学校（30期）毕业。
1919年4月起先后任参謀本部付勤務、参謀本部員、陸軍兵器本廠付兼軍務局課員。1923年9月起先后任驻苏联里加代表和驻德国代表。帰国後、1927年8月起任参謀本部員、近衛步兵第4連隊付、参謀本部員、陸軍技術本部付兼軍務局課員。1934年8月升陸軍大佐参謀本部課長兼軍令部員、步兵第73連隊長。1937年8月任侍从武官。在任中、1938年3月晋升陸軍少将、1940年12月升陸軍中将。
1941年3月以第41師团長助理身份参加侵略中国的战争及太平洋战争。1942年5月编入预備役。同年7月任教育总監部本部長、南方军总参謀長、第7方面军参謀長、第5军司令官（防卫满洲）。八月风暴行动后被苏联军队抓捕，关押于西伯利亚。1956年12月在苏联復員。